# حصار حمص (638)
حصار حمص في عام 638 هو حصار فرضته قوة تحالف من القبائل المسيحية العربية من الجزيرة الفراتية والتي حشدها هرقل بهدف وقف خسائر الأراضي البيزنطية نتيجة التوسع السريع للخلافة الراشدة في بلاد الشام.

## الخلفية
بعد الهزيمة المدمرة في معركة اليرموك، صارما تبقى من الإمبراطورية البيزنطية عرضة للخطر. ومع قلة الموارد العسكرية المتبقية، لم تعد في وضع يسمح لها بمحاولة العودة العسكرية إلى سوريا. ولكسب الوقت لإعداد الدفاع عن بقية إمبراطوريته، احتاج هرقل إلى المسلمين في سوريا.
وهكذا طلب هرقل المساعدة من القبائل العربية المسيحية التي جاءت من الجزيرة الفراتية والتي جاءت بشكل خاص من مدينتي قرقيسيا وهيت المتاخمتين الفرات. حشدت القبائل جيشًا كبيرًا وساروا نحو حمص في وقت قصير، والتي جعلها أبو عبيدة مقرًا عسكريًا في ذلك الوقت.
اعترافًا بتقدم جيش عربي مسيحي ضخم إلى موقعه، سحب أبو عبيدة جميع قواته من شمال سوريا إلى حمص كجزء من استراتيجية معقدة ابتكرها لصد الغزو الضخم للعرب المسيحيين ضد حمص، بينما أصدر الخليفة عمر بن الخطاب تعليمات لأبي عبيدة بإرسال قادته الميدانيين إلى خارج حمص بقوات منشقة كافية لفرض حصار مضاد على مدن الجزيرة الفراتية، موطن القبائل العربية المسيحية المعادية، من أجل تحويل تركيز العدو في حمص. لذلك هاجمت القوات المنشقة بقيادة عياض بن غنم عام 638 المسلمين هيت التي وجدوها محصنة جيدًا. وهكذا تركوا جزءًا من الجيش لفرض حصار على المدينة، بينما ذهب الباقي لمهاجمة قرقيسيا. أرسل عياض بدوره حبيب بن مسلمة الفهري نحو قرقيسيا آخذًا معه فرقة معينة من بني كلاب تُعرف باسم فيلق عمرو،  المشهورين بمواقفهم "المتشددة والحربية". الفرقة تحت قيادة مباشرة أسلم بن زرعة الكلابي مع الحارث بن يزيد وابنه زفر بن الحارث.
وفي الوقت نفسه، أرسل عمر مفرزة من العراق لغزو الجزيرة من ثلاثة طرق مختلفة. سار عمر بنفسه من المدينة المنورة مع 1000 رجل. أرسل سعد بن أبي وقاص، الذي غزا العراق مؤخرًا، مفرزة أخرى بأمر من عمر لمساعدة حمص تحت قيادة القعقاع بن عمرو التميمي، وهو من المحاربين القدامى البارزين في كل من معركة اليرموك ومعركة القادسية. وتبعت مفرزة أخرى من سهيل بن عدي طريق الفراد حتى وصلت إلى الرقة.

## الحصار
بعد أن حُشدت فرقة كبيرة من المسيحيين العرب من الجزيرة، ساروا على الفور إلى حمص، التي فرضت حصارًا على المدينة على الفور. وبما أن خالد عاد لتوه من فتح قنسرين، فقد ناشد على الفور أبا عبيدة أن يُرسل إلى الخارج ليتمكن من قيادة المسير خارج السور، إلا أن أبو عبيدة قرر أن يتحصن خلف السور، بينما ينتظر هو التعزيزات.

### الحصار المضاد
فرضت قوات تحت قيادة عياض الحصار على قرقيسيا وهيت في وقت واحد مع استمرار حصار حمص. في البداية واجه المسلمون صعوبة في حصار هيت لأن المدافعين حفروا خندقًا حول المدينة، لكن جيش المسلمين تمكن في الأخير من اختراقه. في هذه الأثناء، استولى جيش المسلمين بقيادة حبيب على قرقيسيا من البيزنطيين دون مقاومة، على الرغم من أن العديد من المصادر الإسلامية تشير إلى أن هذا حدث في عام 637، إلا أن ماكسيميلان ستريك [الألمانية] ذكر أنه من المرجح أن يكون قد حدث في عام 640.
لم يتوقف الحصار المضاد على قرقيسيا وهيت فحسب، بل أرسل عياض أيضًا الوليد بن عقبة لإخضاع حصون قبيلة ربيعة وتنوخد. استراتيجية أبو عبيدة المتمثلة في الحصار المضاد تجاه قرقيسيا وهيت لم تسفر فقط عن انتصار المسلمين في معركة حمص الثانية ضد العرب المسيحيين الموالين للبيزنطيين في الجزيرة، ولكنها نجحت أيضًا في الاستيلاء على قرقيسيا وهيت، بينما لا يزال العرب المسيحيون ملاحقين بواسطة خالد وفرسانه الذين لا هوادة فيها من الخلف. بين نهاية عام 639 وديسمبر 640، أخضع عياض ومعاونوه على التوالي قرقيسيا وأمد وميافارقين ونصيبين وطور عبدين وماردين ودرعا وقردة وبزعبدة. في حالة الرقة، دافع البدو المسيحيين العرب عن الفلاحين خارج أسوار المدينة. وهناك، أرغمت القوات الإسلامية قادة المدينة، الذين كانوا يواجهون احتمال المجاعة، على الاستسلام في غضون خمسة أو ستة أيام. وعندما سقطت المدينة في أيدي المسلمين، ظهرت منذ ذلك الحين في المصادر العربية باسم الرقة.

### نهاية الحصار
عندما تلقى العرب المسيحيون نبأ وصول تعزيزات جديدة بالقيادة الشخصية للخليفة، مصحوبة بغزوات عياض لموطنهم في الجزيرة،  تركوا الحصار على الفور وانسحبوا على عجل إلى هناك. بحلول الوقت الذي غادرت فيه التحالفات العربية المسيحية، عُززت خالد وحرسه المتحرك بـ 4000 جندي تحت قيادة القعقاع من العراق، وقد حصل الآن على إذن من أبو عبيدة بالخروج من الحصن للمطاردة. العدو.  وألحق خالد خسائر فادحة بقوات التحالف العربي المسيحي، التي لم تكتف بكسر الحصار بالكامل، بل منعتهم من العودة إلى الجزيرة.
باختصار، كان هدف غزو عياض للجزيرة هو فتح المدن بأقل قدر من الدمار، ومن وجهة نظر بيترسن، نجحت حملة عياض في تحويل قوات التحالف العربي المسيحي في سوريا جزئيًا.

## فتح حمص
في البداية كان لجيش المسلمين تحركات استطلاعية حققت انتصارات كثيرة لهم، وكشفت عن أحوال تلك الحواضر، فكان حصار حمص الأول بمثابة استيلاء عليها وعلى حواضرها، ثم تم الانسحاب لما تتطلبه الظروف العسكرية.
وبعد معركة اليرموك 636 م، سار أبو عبيدة بن الجراح قاصداً حمص، وقد بعث حملة استطلاعية قبل أن يصلها بقيادة خالد بن الوليد، ثم لحق به على أثر هروب هرقل من دمشق نحو حمص عن طريق قارة، حيث شجع هرقل أمير حمص على التحصن، وبيّن له نقطة ضعف المسلمين، ويبدو أن هرقل كان يستعين بالعوامل الطبيعية في القتال، إذ أوعز لقادته بقتال المسلمين شتاءً، غير أن المسلمين ثبتوا وصبروا، وبعد مرور الشتاء كان موقف أهل حمص متذبذباً تجاه المسلمين، لكنهم طلبوا الصلح، فأجابهم المسلمون وقبلوا، وهكذا أصبح الصلح أمراً واقعاً، وتطلب استقرار المسلمين في حمص، لذلك كان من أبرز شروطه تأمين المسكن لهم.
وفي سنة 638 م، جاء الروم لقتال أبي عبيدة في حمص، فأعد لهم خطة عسكرية انتهت بالنصر. وبعد أن صالح أبو عبيدة أهل حمص، تابع في فتح حواضرها، واستخلف عليها عبادة بن الصادق الأنصاري.

## ما بعد الحدث
إن نجاح الدفاع، الذي لم يقتصر على صد محاولة الحصار من قبل الحلفاء البيزنطيين فحسب، بل سمح أيضًا لعياض بالسيطرة على منطقة الجزيرة بأكملها تقريبًا، قد حفز الخلافة على شن غزو واسع النطاق إلى الشمال حتى وصلت إلى أرمينيا.

## الملاحظات
1. ↑  في البداية والنهاية: تعليمات لسعد «كَتَبَ عُمَرُ إِلَى سَعْدٍ أَنْ يَنْدُبَ النَّاسَ مَعَ الْقَعْقَاعِ بْنِ عَمْرٍو، وَيُسَيِّرَهُمْ إِلَى حِمْصَ مِنْ يَوْمِ يَقْدَمُ عَلَيْهِ الْكِتَابُ، نَجْدَةً لِأَبِي عُبَيْدَةَ» [7]
2. ↑  جاء في البداية والنهاية أن أبو عبيد أخذ بالمشورة «وَاسْتَشَارَ أَبُو عُبَيْدَةَ الْمُسْلِمِينَ فِي أَنْ يُنَاجِزَ الرُّومَوَاسْتَشَارَ أَبُو عُبَيْدَةَ الْمُسْلِمِينَ فِي أَنْ يُنَاجِزَ الرُّومَئ\ءؤر لاظىمندض أَوْ يَتَحَصَّنَ بِالْبَلَدِ حَتَّى يَجِيءَ أَمْرُ عُمَرَ؟ فَكُلُّهُمْ أَشَارَ بِالتَّحَصُّنِ، إِلَّا خَالِدًا فَإِنَّهُ أَشَارَ بِمُنَاجَزَتِهِمْ، فَعَصَاهُ وَأَطَاعَهُمْ.» [7]

### فهرس
1. 1 2  ابن كثير (1997)، ج. 10، ص. 38-39.
2. ↑  ابن كثير (1997)، ج. 29، ص. 36.
3. 1 2 3  El Hareir (2011)، ص. 949.
4. 1 2  Crone، Patricia (1980). Slaves on Horses: The Evolution of the Islamic Polity. Cambridge: Cambridge University Press. ISBN:0-521-52940-9.
5. ↑  Martasyabana، Ilham. "ABU UBAIDAH MEMPERLEMAH PEMBERONTAK ROMAWI DI SYAM amquoting Tarikh Ath-Thabari, 4: no. 50-52; Al-Bidayah wa An-Nihayah Ibnu Katsir; Vol.Conquest of Sham during Umar ibn al-Khattab, h. h. 230-231". WARTAPILIHAN.com. Warta Pilihan news agency. مؤرشف من الأصل في 2023-09-07. اطلع عليه بتاريخ 2021-10-10.
6. ↑  الدعجة (2009)، ص. 62.
7. 1 2 3 4  ابن كثير (1997)، ج. 10، ص. 36.
8. ↑  Tibbetts، Jann (30 يوليو 2016). 50 Great Military Leaders of All Time. Vij Books India Private Limited. ص. 548. ISBN:9789385505669. مؤرشف من الأصل في 2023-09-12. اطلع عليه بتاريخ 2021-10-12.
9. ↑  Ibrahim Akram (201)، ص. 310.
10. 1 2  Zakkar (1971).
11. 1 2 3 4 5  Donner، Fred (14 يوليو 2014). The Early Islamic Conquests (ط. electronic). Princeton University Press. ص. 512. ISBN:9781400847877. مؤرشف من الأصل في 2023-03-26. اطلع عليه بتاريخ 2021-10-12.
12. ↑  Mango، Marlia M. (1991). "Chalkis ad Belum". في Kazhdan، Alexander (المحرر). قاموس أكسفورد لبيزنطة. Oxford University Press. ص. 406. ISBN:978-0-19-504652-6.
13. ↑  Al-Baladhuri 1916، صفحة 275.
14. ↑  Meinecke 1995، صفحة 410.
15. 1 2 3 4  Ibn Kathir، Abu al-Fiḍā ‘Imād Ad-Din Ismā‘īl. "Al Bidayah wa Nihayah". Waqfeya. مؤرشف من الأصل في 2023-06-28. اطلع عليه بتاريخ 2021-10-09.
16. ↑  الدعجة (2009)، ص. 63.
17. ↑  Canard 1965، صفحة 574.
18. ↑  ibn al-Ḥasan ibn Hibat Allāh ibn `Abd Allāh، Ibn Asakir Ali. "Ibn 'Asākir Tārīkh Dimashq. 8vo. Vol. I, 7 and 479 pp.; Vol. II, 464 and 11 pp.; Vol. III, 463 and 7 pp.; Vol. IV, 464 and 14 pages; Vol. V, 464 and 11 pp. Cairo: Raudat ash-Shām Press, a.h.1329–1332". Cambridge press. Cambridge university. مؤرشف من الأصل في 2023-04-04. اطلع عليه بتاريخ 2021-10-12.
19. ↑  Petersen 2013، صفحة 439.
20. ↑  "حمص موقع القلب في سورية". knowledge.esyria.sy. مؤرشف من الأصل في 2023-10-21. اطلع عليه بتاريخ 2023-10-16.
21. ↑  Canard & Cahen 1960، صفحة 635.

### بيانات المراجع

#### بالعربية
- ابن كثير الدمشقي (1997)، البداية والنهاية، تحقيق: عبد الله بن عبد المحسن التركي، القاهرة: هجر للطباعة والنشر والتوزيع والإعلان، OCLC:4770896261، QID:Q113496832
- الدعجة، مهند نايف مصطفى (2009). حمص منذ الفتح العربى الإسلامى حتى نهاية العصر الأموى (ط. 1). دار رسلان. مؤرشف من الأصل في 2023-10-21.{{استشهاد بكتاب}}:  صيانة الاستشهاد: ref duplicates default (link)

#### بالإنجليزية
- Al-Baladhuri (1916). Hitti، Philip Khuri (المحرر). The Origins of the Islamic State, Volume 1. London: Columbia University, Longmans, Green & Co. OCLC:622246259.
- Canard, M. (1965). "Al-Djazīra". In Lewis, B.; Pellat, Ch.; Schacht, J. (eds.). The Encyclopaedia of Islam, New Edition, Volume II: C–G (بالإنجليزية). Leiden: E. J. Brill. pp. 523–524. ISBN:90-04-07026-5.192262392
- Streck, M. (1978). "Karkisiya". In van Donzel, E.; Lewis, B.; Pellat, Ch.; Bosworth, C. E. (eds.). The Encyclopaedia of Islam, New Edition, Volume IV: Iran–Kha (بالإنجليزية). Leiden: E. J. Brill. pp. 654–655. ISBN:90-04-05745-5.
- Meinecke، Michael (1995). "al-Raḳḳa". The Encyclopedia of Islam, New Edition, Volume VIII: Ned–Sam. Leiden and New York: BRILL. ص. 410–414. ISBN:90-04-09834-8. مؤرشف من الأصل في 2023-04-19.
- Petersen، Leif Inge Ree (2013). Siege Warfare and Military Organization in the Successor States (400-800 AD): Byzantium, the West and Islam. Leiden: Brill. ISBN:978-90-04-25199-1. مؤرشف من الأصل في 2023-05-27.
- Canard, Marius; Cahen, Claude (1960). "Armīniya". In Gibb, H. A. R.; Kramers, J. H.; Lévi-Provençal, E.; Schacht, J.; Lewis, B.; Pellat, Ch. (eds.). The Encyclopaedia of Islam, New Edition, Volume I: A–B (بالإنجليزية). Leiden: E. J. Brill. pp. 634–640. ISBN:90-04-08114-3.
- Zakkar، Suhayl (1971). The Emirate of Aleppo: 1004–1094. حلب: Dar al-Amanah. مؤرشف من الأصل في 2023-05-24.
- Ibrahim Akram، Agha؛ Ibn Kathir، Abu al-Fiḍā ‘Imād Ad-Din Ismā‘īl (18 أكتوبر 2017). The Sword of Allah Khalid Bin Al-Waleed, His Life and Campaigns. American Eagle Animal Rescue. ص. 310. ISBN:9781948117272. مؤرشف من الأصل في 2023-07-05. اطلع عليه بتاريخ 2021-10-09.

- El Hareir، Idris؛ Mbaye، Ravane (2011). The Spread of Islam Throughout the World (Tabari; Volume 4; p. 37-53). UNESCO Pub. ص. 949. مؤرشف من الأصل في 2023-08-10. اطلع عليه بتاريخ 2021-10-09.